# Alessandro Miressi
Alessandro Miressi (ur. 2 października 1998 w Turynie) – włoski pływak specjalizujący się w stylu dowolnym, wicemistrz olimpijski w sztafecie, mistrz Europy na basenie 50-metrowym i dwukrotny wicemistrz Europy na krótkim basenie.

## Kariera
W 2016 roku na mistrzostwach Europy juniorów w Hódmezővásárhely zdobył trzy medale. Zwyciężył na dystansie 100 m stylem dowolnym i w sztafecie 4 × 100 m stylem zmiennym. Płynął także w sztafecie 4 × 100 m stylem dowolnym, która zajęła drugie miejsce.
W sierpniu 2017 roku podczas uniwersjady w Tajpej wywalczył srebro w sztafecie 4 × 100 m stylem dowolnym.
Cztery miesiące później, na mistrzostwach Europy na krótkim basenie w Kopenhadze zdobył srebrny medal w sztafecie 4 × 50 m stylem dowolnym. Miressi brał także udział w wyścigu eliminacyjnym sztafet 4 × 50 m stylem zmiennym i otrzymał srebro, kiedy Włosi zajęli w finale drugie miejsce.
Podczas mistrzostw Europy w Glasgow w 2018 roku zwyciężył w konkurencji 100 m stylem dowolnym, uzyskawszy czas 48,01 s. W sztafecie męskiej 4 × 100 m stylem dowolnym zdobył srebrny medal.